# 弗洛伊德 (密蘇里州雷縣)
弗洛伊德（英語：Floyd）是位於美國密蘇里州雷縣的非建制地區。

## 地理
弗洛伊德所處的海拔為高於海平面219米（即719英呎），而該地所採用的時區為UTC-6，即北美中部時區（CST）。同時該地設有夏令時間，為UTC-6調快一小時，即UTC-5（CDT）。